# Резолюция Совета Безопасности ООН 1005
Резолюция Совета Безопасности Организации Объединённых Наций 1005 (код — S/RES/1005), принятая 17 июля 1995 года, сославшись на резолюции 918 (1994) и 997 (1995) о ситуации в Руанде, Совет отметил опасность, создаваемую наземными минами, и, действуя на основании главы VII Устава Организации Объединённых Наций, разрешил использовать соответствующее количество взрывчатых веществ исключительно для программ разминирования в стране.
Совет отметил волю правительства Руанды решить проблему неразорвавшихся наземных мин и заинтересованность других государств оказать помощь в уничтожении мин в Руанде. Она подчеркнула то значение, которое Совет придает усилиям по устранению угрозы, создаваемой неразорвавшимися наземными минами в ряде стран, и характер гуманитарных программ разминирования.
Было признано, что процесс разминирования потребует использования взрывчатых веществ. Взрывчатые вещества могут быть предоставлены Руанде, несмотря на оружейное эмбарго, наложенное на страну, с предварительного одобрения Комитета Совета Безопасности, учрежденного Резолюцией 918.